# Verlag Otto Beyer
Der Verlag Otto Beyer war ein Buch- und Zeitschriftenverlag in Leipzig, der vor allem Frauen- und Modeliteratur herausgab. Er bestand von 1890/1912 bis 1946. Nachfolger waren der Verlag Beyer  in Wiesbaden (1950–1963) und der Verlag für die Frau in Leipzig (1946–1996).
Es gibt keine Beziehung zum Hermann Beyer Verlag in Leipzig.

## Geschichte

### Verlag 1890–1922
Otto Beyer (* 6. September 1854; † 17. November 1934) gründete 1890 den "Verlag der Deutschen Moden-Zeitung" im Leipziger Modenhaus August Polich (als Abteilung).
Am 8. Oktober 1912 wurde dieser als eigenständiger "Verlag Otto Beyer" ins Leipziger Handelsregister eingetragen. Der Inhaber Otto Beyer erklärte vor dem zuständigen Amtsgericht, dass "unter der Firma Verlag Otto Beyer ein Verlagsgeschäft für Moden- und Frauen-Zeitschriften und Büchern betreiben und dass der jährliche Umsatz mindestens 15000 M[ark] betragen werde".

### Verlag 1922–1944
1922 wurde sein Sohn (Heinrich Siegfried) Arndt Beyer (* 2. September 1889; † 11. Juni 1946) alleiniger Gesellschafter der neu geschaffenen Kommanditgesellschaft. Es wurde in den folgenden Jahren ein neues Verwaltungsgebäude in der Elsterstraße nach Plänen des Bauhaus-Absolventen Franz Ehrlich errichtet.
1934 wurde außerdem die Firma Offset- und Tiefdruck AG Arndt Beyer gegründet. Arndt Beyer erwarb ab 1934 auch mehrere Frauenbuchhandlungen, unter anderem in Wien, Düsseldorf, Magdeburg, Halle a. Saale und Breslau. Am 17. November 1934 starb der Firmengründer Otto Beyer, am 5. November 1936 dessen Witwe Julie Laura Beyer. Seit Ende der 20er Jahre gab es bereits Filialen in Berlin und Zürich.
Bei den Bombenangriffen auf Leipzig im Dezember 1943 wurden große Teile des Verlagsgebäudes in der Friedrich-Ebert-Straße 76–78 beschädigt und das Verlagsarchiv zum großen Teil vernichtet.
1944 musste die Buchproduktion eingestellt werden.

### Verlage 1945–1963
1945 konnte die verlegerische Tätigkeit im Rahmen einer Eingliederung zum Verlag Volk und Buch wieder aufgenommen werden. Arndt Beyer verstarb am 11. Juni 1946.
Am 30. Juni 1946 wurde der Verlag Otto Beyer formal enteignet und in die Verwaltung der Stadt Leipzig übergeführt.
Am 1. Juli 1946 wurde dafür der Verlag für die Frau gegründet.
1949 wurde dieser mit dem Universalverlag in Leipzig zusammengeschlossen.
1950 wurde in Wiesbaden, von Ursula Beyer (* 14. Juni 1929; † 7. November 1977, Tochter von Arndt Beyer) gemeinsam mit ihrem Mann und Verleger Johannes Schwabe (* 26. August 1900; † 1960), ein neuer Verlag Beyer /Schwabe gegründet, der danach einige Jahre Kontakte zum neu gegründeten Verlag für die Frau in Leipzig hielt. Der Wiesbadener Beyer-Verlag für die Frau hatte auch Filialen in Wien, Amsterdam und Zürich und bestand bis September 1963. Im Oktober 1963 übernahm Aenne Burda den Beyer-Verlag für die Frau in Wiesbaden.

### Otto-Beyer-Stiftung
Es existierte in den ersten Jahrzehnten des Bestehens des Verlages auch eine Otto-Beyer-Stiftung, die unter anderem ein Ferienheim in Lauenstein im Osterzgebirge betrieb, wo sich zahlreiche Buchhändler erholen konnten.

## Publikationen
Der Verlag Otto Beyer  gab Bücher und Zeitschriften für Mode, Handarbeit und Haushalt heraus. Dazu kamen Schnittmusterbögen, für die er über ein umfangreiches Netz an in- und ausländischen Verkaufsstellen verfügte.
die neue linie
Der Verlag gab die gehoben bürgerliche Monatszeitschrift die neue linie zwischen 1929 und 1943 heraus, mit einer Auflage von etwas über 40.000 Exemplaren die führende „Lifestyle“-Illustrierte der Zeit. An deren Umschlaggestaltung wirkten unter anderem die Bauhaus-Künstler László Moholy-Nagy und Herbert Bayer mit, sie enthielt auch Beiträge von Walter Gropius.
Häuslicher Ratgeber
Außerdem wurde die Zeitschrift Häuslicher Ratgeber von 1886 bis 1933 herausgegeben, und dann mit der Deutschen Frauen-Zeitung (1865–1944; Auflage 1939: 110.195 Exemplare) vereinigt wurde.
Deutsche Frauenkultur
Es gab auch die Reihe
- Deutsche Frauenkultur und Frauenkleidung, 1904–1930; dann
- Deutsche Frauenkultur, 1931–1935; dann
- Frauenkultur im Deutschen Frauenwerk, 1935–1941,  Auflage 1939: 23.500 Exemplare

Beyers Handarbeitsbücher
In der beliebten Reihe Beyers Handarbeitsbücher wurden Handarbeitshefte mit Schnittmustern publiziert. Diese wurde ab 1950 in Wiesbaden weitergeführt.
Klaus und Kläre
In der Kinderbeilage der Familienzeitschrift Beyers für Alle (1926–1928), dann „Kinderzeitung von Klaus und Kläre“ (1928–1934), wurden fast 200 Artikel, darunter Geschichten, Gedichte, Rätsel und kleine Feuilletons anonym verfasst, die wahrscheinlich großteils von Erich Kästner stammen. Luiselotte Enderle, die spätere Lebensgefährtin Kästners, war Mitglied der Redaktion. Illustriert wurden die Geschichten zum Teil von Kästners Freund Erich Ohser
Guter Rat
Im November 1945 brachte der Verlag die Verbraucherzeitschrift Guter Rat für Haus und Kleid heraus. Sie wurde seither ohne Unterbrechung fortgeführt und ist eine der ältesten noch erscheinenden deutschen Zeitschriften.

### Zeitschriften

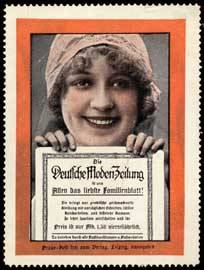
Reklamemarke der Deutschen Modenzeitung

Der Verlag Otto Beyer gab zahlreiche Zeitschriften vor allem zu Frauen und Mode heraus.
- Häuslicher Ratgeber
- Deutsche Frauenzeitung
- Deutsche Modenzeitung (1891–1944)
- Deutsche Frauenkultur
- Beyers Modenblatt Frau – Volk – Welt (1922–1938; ging dann in der Deutschen Moden-Zeitung auf)
- Hella. Beyers Wochen-Illustrierte für jede Frau (1933 bis 1942/43, Heft 18, Hilde Decke verantwortliche Redakteurin bis Februar 1935 dann Luiselotte Enderle)
- Kinder-Zeitung für alle von Klaus und Klaere
- Beyers Kindermodeführer
- Hausfrauen-Kalender
- Beyers Haushalt-Blätter
- die neue linie
- Beyers Monatsblatt für Handarbeit und Wäsche
- Beyers Halbband (fortlaufende Nummerierung mit Schnittmustern)
- Beyers Mode für Alle (1922–1944/45)
- Beyers für Alle (mit Versicherung)
- Mode für Sie
- Handarbeit und Wäsche